# Tegmine
Tegmine (zeta1 Cancri) is een  meervoudig stersysteem in het sterrenbeeld Kreeft (Cancer).
De ster staat ook bekend als Tegmen.